# Stomolophus meleagris
Stomolophus meleagris, ook wel kanonskogelkwal, is een neteldier uit de klasse schijfkwallen (Scyphozoa). 
De kwal komt voor in de Grote- en de Atlantische Oceaan in wateren van rond de 23°C. Het voedsel bestaat uit zoöplankton en vissenlarven. Een belangrijke natuurlijke vijand is de lederschildpad.